# Piranguçu
Piranguçu este un oraș în Minas Gerais (MG), Brazilia.